# João Rosa (cineasta)
João Rosa (n. 23 de Janeiro de 1972) é um ator e encenador português.

## Carreira
João Rosa iniciou a sua carreira em 1998.
Encenou em 2006 “Antes de Começar” de Almada Negreiros, em 2004/05 encenou duas comédias sexuais “Desassossego” e “E sexo?! Não se fala de sexo?” (2004). Ainda no registo da comédia e no mesmo ano encenou a comédia musical “O Zé das Couves”, no Teatro Mudo,  “As férias” e por último a peça infantil “Chapelinho Rosa Chock”.
“PRECONCEITOS! VOCÊ TÊM?” Guião colectivo, textos de Ana Neto. “Brain Storm” baseado nos texto de William Shakespeare, Oscar Wilde, Euripídes e Brecht. Fórum Cultural de Alverca “504 ANOS DEPOIS”baseado no Auto da barca do Inferno” de Gil Vicente.
2003“ANTES DE COMEÇAR” de Almada de Negreiros. “FIESTA DEL GRITO” Poesia Apocalíptica de Nuno Balata.
Realização videográfica 2001 / 03. Realizador - Filme didáctico para Formação profissional “O PODER DO SORRISO”. Trabalho efectuado para a SHOWTAO PRODUÇÕES.

### Participações para TV
Séries
- 2004 - “Morangos com açúcar” (Fealmar)
- 2002 - “Super Pai” (Fealmar)
- 2001 - “Cuidado com as aparências” (D&D) e “Bairro da Fonte” (NBP)
- 2000 - “S.O.S. Crianças” (Fealmar), “Querido Professor” (Endemol), “Mãos à Obra” (Multicena) e “Capitão Roby” (Multicena)
- 1999 – “Médico de Família” (Endemol),  “Todo o Tempo do Mundo” (NBP) e “Jornalistas” (Teresa Guilherme Produções).

Novelas
- 2002 – “Lusitânia Paixão” (Edipim)
- 1999 – “Lenda da Garça” (NBP).

### Cinema (figuração)
- “Capitães de Abril” de Maria de Medeiros (Antro Casting)
- “António um rapaz de Lisboa” de Jorge Silva Melo (Antro Casting)